# Haľamova kopa
Haľamova kopa (1344 m n. m.) je hora ve Velké Fatře na Slovensku. Nachází se ve složitém systému zalesněných hřbetů Bralné Fatry ve východní části pohoří. Leží mezi vrcholy Smrekov (1441 m) na jihovýchodě a Chládkové úplazy (1228 m) na severozápadě. Jihozápadní svahy klesají do Rakytovské doliny, severovýchodní do doliny Selenec. Hora se nachází na rozhraní NPR Padva, NPR Veľká Skalná a NPR Tlstá.

## Přístup
- vrchol hory není turisticky přístupný